# Джонатан Вінтерс
Джонатан Вінтерс (англ. Jonathan Winters, повне ім'я англ. Jonathan Harshman Winters III; 11 листопада 1925 — 11 квітня 2013) — американський комедійний актор. Виступав на радіо, у телевізійних передачах, записав кілька альбомів з комедійними та пародійними номерами. Номінація на премію «Золотий глобус» (фільм «Цей божевільний, божевільний, божевільний, божевільний світ») та премія Еммі.

## Біографія
Джонатан Вінтерс народився у містечку Белбрук (Огайо). Його дитинство було затьмарене алкоголізмом батька та подальшим розлученням батьків. Разом з матір'ю Елліс Кілгор він переїхав спочатку до Спрінгфілда, а потім у Дейтон. У 17 років Джонатан вступив до школи військових моряків і два роки прослужив на флоті, брав участь у бойових діях на Тихоокеанському театрі Другої світової війни. Повернувшись він вступив до коледжу Kenyon і потім навчався у Художньому інституті Дейтона, де проявив талант художника карикатуриста.
Кар'єра Вінтерса в індустрії розваг почалася 1948 року, коли він несподівано виграв місцевий конкурс талантів з жартівливій сценкою. Його помітили та стали запрошувати попрацювати на радіопередачі у різних якостях: від оголошення зведення погоди до комедійних номерів. Популярність Вінтерса поступово зростає і його запрошують до Колумбуса на телеканал WBNS-TV (WBNS-TV). Втім Вінтерс в останній момент відмовляється від цієї роботи, незадоволений запропонованою зарплатою та вирушає підкорювати Нью-Йорк. Вінтерсу вдається влаштуватися працювати до нічного клубу і потім він шукає можливість потрапити на центральні телевізійні канали. Якраз у 1949–1950 році у США починається бум розвитку телебачення. 1952 року Вінтерсом вдається отримати невелику роль у серіалі «Omnibus» (Omnibus (U.S. TV series)). Після цього кар'єра молодого актора розвивається по висхідній.
Вінтерс записується на радіо, для аудіо постановок та озвучує радіоспектаклі а також мультфільми. 1960 року виходить його перший LP диск. Грає у серіалах та телевізійних шоу, популярность здобувають його пародійні номери. У 1957–1958 роках на каналі CBS виходить його власне «The Jonathan Winters Show» (The Jonathan Winters Show (1956 TV series)). Відомими стали номери у ток шоу «The Tonight Show Starring Johnny Carson» (The Tonight Show Starring Johnny Carson) і в серіалі «Hot Dog» (Hot Dog (TV series)). З 1960 року він починає з'являтися на кіноекрані. Найпомітніші ролі на кіноекрані Вінтерс зіграв у таких фільмах як: «Цей божевільний, божевільний, божевільний, божевільний світ», «Незабутня», «Російські йдуть! Росіяни йдуть!».
З 1980-х він все рідше з'являється на екрані та частіше займається озвученням. Одна з найвідоміших його робіт — голос тата Смурфа у серіалі «The Smurfs» (1981–1989). 1982 року Вінтерс знявся в одному з епізодів серіалу «Морк і Мінді», разом зі своїм великим шанувальником Робіном Вільямсом. За період 1960–2011 року Вінтерс записав близько 20 альбомів з комедійними, музичними та пародійними номерами. Протягом 2000-х років актор продовжує працювати з озвученням мультфільмів.
Помер 11 квітня 2013 року.

### Сім'я
148 року одружився з Ейлін Шадер та залишався з нею у шлюбі до її смерті 2009 року. У їхній родині народилося двоє дітей.

## Премії та номінації
- 1964 — номінація на премію «Золотий глобус», найкращий актор (фільм «Цей божевільний, божевільний, божевільний, божевільний світ»)
- 1991 — премія Еммі, найкращий актор у серіалі («Davis Rules»)
- 2003 — номінація на премію Еммі, найкраща запрошена зірка у серіалі («Life with Bonnie»)

## Вибрана фільмографія

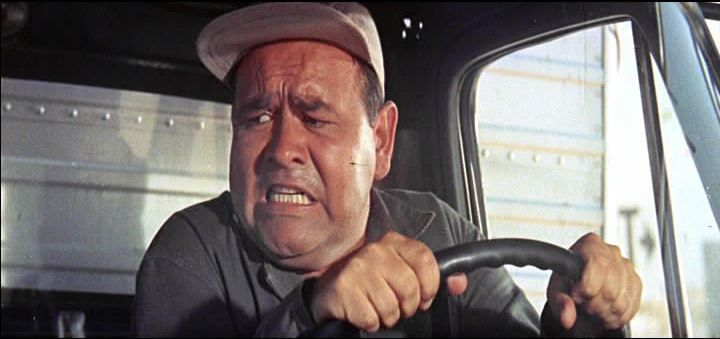
Вінтерс у ролі Ленні Пайка («Цей божевільний, божевільний, божевільний, божевільний світ»)

| Рік  |   | Українська назва                                              | Оригінальна назва                                | Роль                         |
| ---- | - | ------------------------------------------------------------- | ------------------------------------------------ | ---------------------------- |
| 1961 | ф | «Сутінкова зона»                                              | The Twilight Zone                                | Джеймс Говард 'жирний' Браун |
| 1963 | ф | «Цей божевільний, божевільний, божевільний, божевільний світ» | It's a Mad Mad Mad Mad World                     | Ленні Пайк, водій вантажівки |
| 1965 | ф | «Незабутня»                                                   | The Loved One                                    | Генрі та Вільбур Гленворсі   |
| 1965 | ф | «Росіяни йдуть! Росіяни йдуть!»                               | The Russians Are Coming, the Russians Are Coming | Норман Йонас                 |
| 1966 | ф | «Пенелопа»                                                    | Penelope                                         | професор Клобб               |
| 1972 | ф | «Нові фільми про Скубі-Ду»                                    | The New Scooby-Doo Movies                        | Мод Фрікетт                  |
| 1981 | ф | «Морк і Мінді»                                                | Mork & Mindy                                     | Мерт                         |
| 1985 | ф | «Аліса в Країні чудес»                                        | Alice in Wonderland                              | Дурниця                      |
| 1988 | ф | «Місяць над парадори»                                         | Moon over Parador                                | Ральф                        |
| 1993 | ф | «Злодій і швець»                                              | Arabian Knight                                   | злодій                       |
| 1994 | ф | «Флінстоуни»                                                  | The Flintstones                                  | сивий чоловік                |
| 1994 | ф | «Тінь»                                                        | The Shadow                                       | Вейнрайт Барт                |
| 2000 | ф | «Пригоди Роккі та Буллвінкля»                                 | The Adventures of Rocky and Bullwinkle           | група персонажів             |